# Grísatungufjöll
Grísatungufjöll är en bergskedja i republiken Island. Den ligger i regionen Norðurland eystra, 300 km nordost om huvudstaden Reykjavík.